# Indice RTS

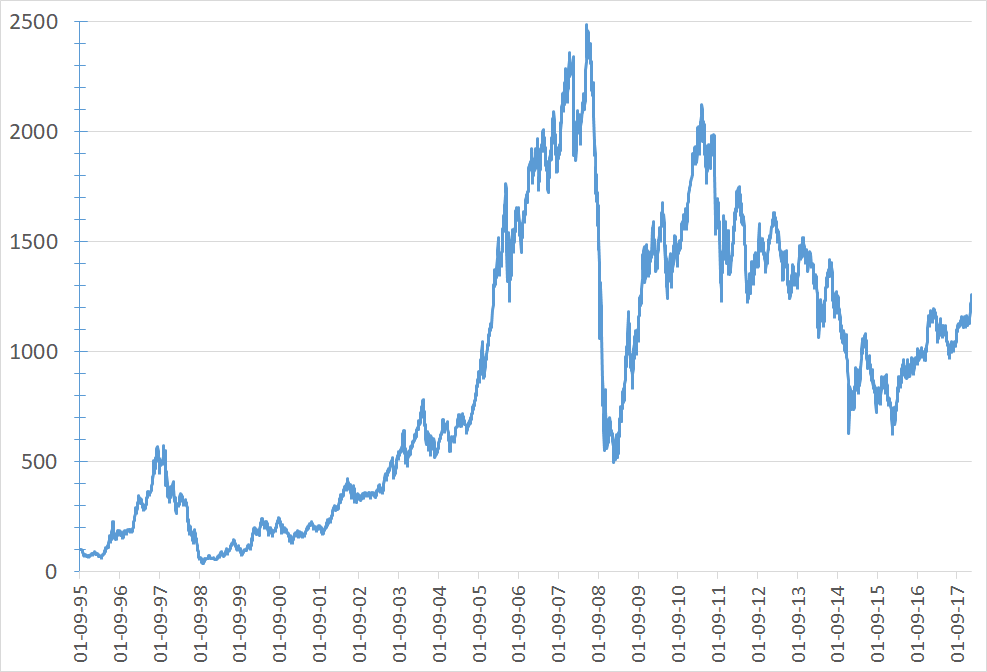
Indice RTS de septembre 1995 à janvier 2018

L'indice RTS (en anglais RTS Index ou RTSI) est un indice boursier basé sur 50 entreprises russes cotées à la bourse des valeurs RTS (pour Russian Trading System) de Moscou. La liste est revue tous les trois mois.
L'indice 100 correspond à leur capitalisation totale au 1er septembre 1995. Il a atteint son minimum 37,74 le 5 octobre 1998, et son maximum 2360,15 le 12 décembre 2007.
L'ouverture des séances est à 10 h (Moscou).